# Eulemur flavifrons
Eulemur flavifrons, lémur negro de ojos azules, es una especie de mamífero primate de la familia Lemuridae. Como todos los lémures es endémico de Madagascar y se distribuye al noroeste de la isla.

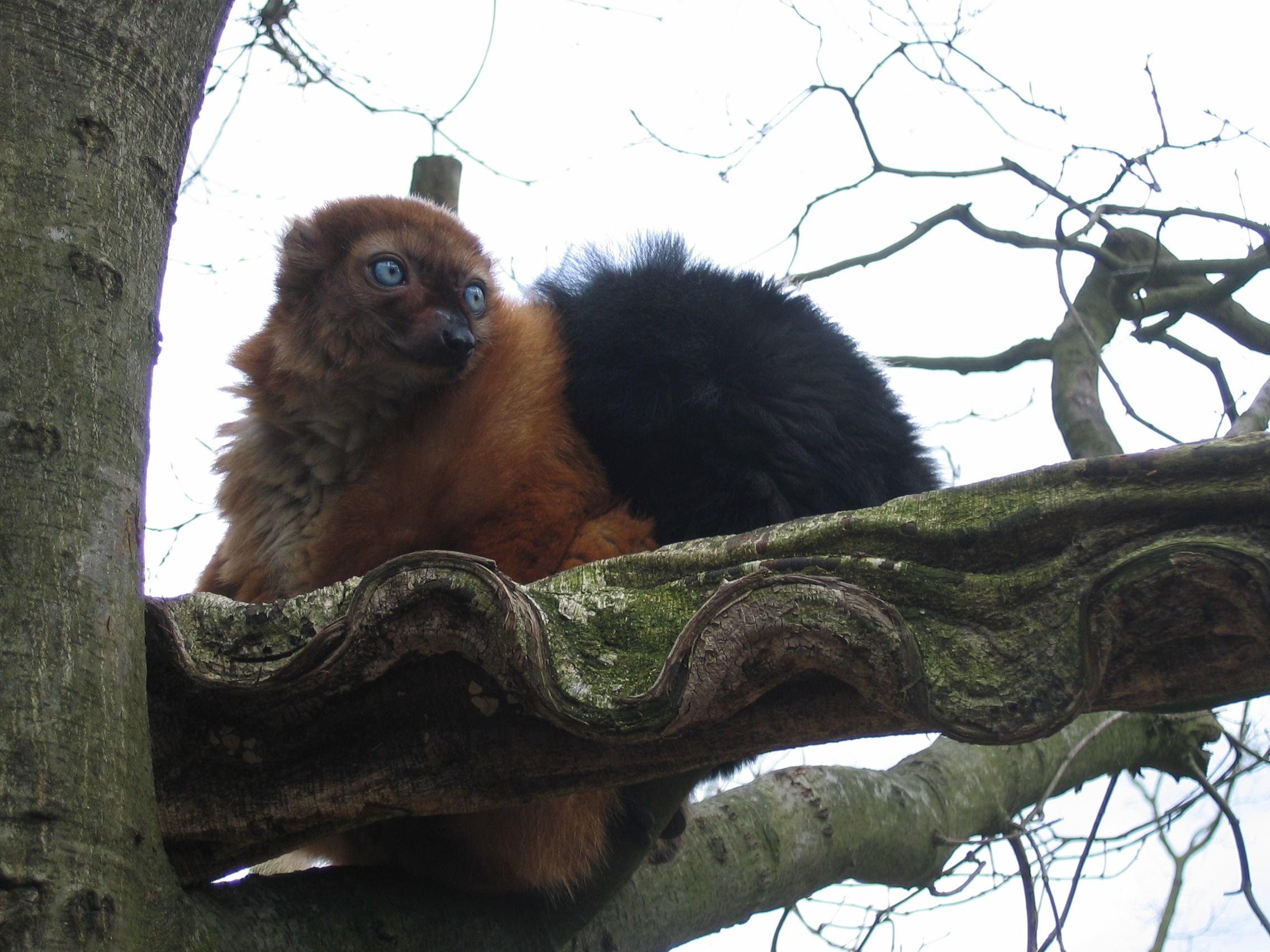
Hembra junto a macho del que sólo se ve la espalda

Desde que fue descrito por John Edward Gray en 1867 su estatus como especie ha sido discutido. Debido al desconocimiento de las localidades donde fueron capturados los escasos individuos que existían en los museos, nada se conocía acerca de esta especie en la naturaleza hasta su «redescubrimiento» en 1983. Análisis genéticos llevados a cabo por el equipo de R. Mittermeier concluyeron en 2008 que se trata de una especie distinta del lémur negro, con quien se hibrida en algunas zonas.
Mide entre 39 y 45 cm más la cola que alcanza de 51 a 61 cm y pesan casi 2 kg. Son lémures medianos con dimorfismo sexual y parecidos a los lémures negros, de quienes se diferencian por su ligero menor tamaño, el color gris azulado o verdoso de los ojos y la falta de penachos blancos de las orejas. Los machos son totalmente negros con una cresta de piel en la frente.Las hembras son de doradas anaranjadas a bronceado rojizo por el dorso y gris blancuzco por el vientre, los pies y manos son rojo oscuro, el hocico gris oscuro y la cara más clara.
Se encuentra desde selvas subtropicales primarias y secundarias hasta bosques secos caducifolios. Se alimenta fundamentalmente de hojas y frutos. Además pueden comer insectos, hongos y flores.
La cópula de produce de abril a junio y el nacimiento entre agosto y octubre. Las hembras paren una sola cría tras unos 125 días de gestación que permanecerá agarrada al vientre durante tres semanas. A partir de la cuarta semana se las puede encontrar en la espalda de la madre, y a partir de la sexta dan breves paseos a cuatro patas sobre las ramas. Son acicaladas por la madre y por otros miembros del grupo. En la décima semana de vida comienzan a alimentarse de hojas, flores, insectos, y son destetadas entre el sexto y séptimo mes.
Es una especie arbórea y catemeral —sus patrones de actividad no se ajustan a un determinado momento del día; son tanto nocturnos como diurnos y crepusculares—. Son más activos por la mañana y al anochecer y la actividad nocturna se incrementa con noches de plenilunio despejadas. El tamaño de los grupos varía entre dos y quince individuos cuyo núcleo lo constituyen una o dos hembras maduras y una o dos hembras jóvenes. Los machos poseen unas relaciones más laxas y a menudo cambian de grupo. Su área de campeo oscila entre 4 y 20 ha.
Es uno de los primates más seriamente amenazados de extinción, y se incluye en la lista de Los 25 primates en mayor peligro del mundo. Su estatus en la Lista Roja de la UICN es de «en peligro crítico» debido a la pérdida de hábitat por quema y transformación en zonas de cultivo, furtivismo y comercio ilegal. Se estima que en tres generaciones —24 años— habrá desaparecido el 80 % de su población, que en 2001 era de unos mil individuos.